# Constantin Dumitriu
Constantin Dumitriu (ur. 7 listopada 1971 w Braile) – rumuński polityk, prawnik, w latach 2007–2009 deputowany do Parlamentu Europejskiego.

## Życiorys
Ukończył w 2005 studia prawnicze na Universitatea Bioterra din București. Od 2001 był dyrektorem w prywatnym przedsiębiorstwie. W 2004 został zastępcą burmistrza Gałacza. Od 1998 należał do Partii Humanistycznej (w 2005 przemianowanej na Partię Konserwatywną). W 2006 przeszedł do Partii Demokratycznej (przemianowanej następnie na Partię Demokratyczno-Liberalną).
W wyborach w 2007 uzyskał mandat deputowanego do Parlamentu Europejskiego, który objął w grudniu tego samego roku. W PE był członkiem grupy chadeckiej oraz Komisji Rolnictwa i Rozwoju Wsi. Kadencję zakończył w lipcu 2009, nie uzyskał reelekcji.